# ستيفاني آن ميلس
ستيفاني آن ميلس هي مغنية وممثلة كندية، ولدت في 7 مارس 1979 في إدمونتون في كندا.

## وصلات خارجية
- ستيفاني آن ميلس على موقع IMDb (الإنجليزية)
- ستيفاني آن ميلس على موقع قاعدة بيانات الفيلم (الإنجليزية)
- ستيفاني آن ميلس على موقع ANN person (الإنجليزية)